# Pontonx-sur-l'Adour
 Pontonx-sur-l'Adour  (en occitano Pontons) es una población y comuna francesa situada en la región de Aquitania, departamento de Landas, en el distrito de Dax y cantón de Tartas-Ouest.

## Demografía
| 1652 | 1620 | 1659 | 1638 | 1887 | 2071 |
| Para los censos de 1962 a 1999 la población legal corresponde a la población sin duplicidades (Fuente: INSEE [Consultar]) |      |      |      |      |      |

## Ciudades hermanadas
- Azuqueca de Henares - España[6]